# Daniel Fanego
Daniel Luis Fanego (Buenos Aires, 30 de marzo de 1955-Buenos Aires, 19 de septiembre de 2024)fue un actor de cine, teatro y televisión argentino.

## Biografía
Nació y residió en el barrio de Saavedra, Buenos Aires. Cursó la carrera de Derecho hasta cuarto año, pero decidió estudiar actuación luego de los 23 años. Debutó como actor en 1978 en la obra Doña Rosita, la soltera. Siguió con La mujer silenciosa y Pigmalión.
En televisión es conocido por El caballero de las respuestas de oro, El gran desafío, La malquerida, Sonata de celos, y el papel protagónico en Romeo y Julieta. En cine, sus papeles conocidos son en El Fausto criollo y Desde el abismo.

## Filmografía
- El Jockey (2024)
- Akelarre (2020)
- Desertor (2019)
- La sabiduría (2019)
- Lobos (2019)
- Acusada (2018)
- Necronomicón: el libro del infierno (2018)
- El Ángel (2018)
- Eva no duerme (2015)
- Betibú (2014)
- El amigo alemán (2013)
- 5.5.5  (2012)
- ¡Atraco! (2012)
- Todos tenemos un plan (2012)
- Vaquero (2011)
- Rehén de ilusiones (2010)
- Ni dios, ni patrón, ni marido (2009)
- Los condenados (2009)
- Zenitram (2009)
- Rodney (2008)
- Salamandra (2008)
- Las hermanas L (2008)
- Martín Fierro: la película (2007)
- UPA! Una película argentina (2006)
- Géminis (2005)
- Luna de Avellaneda (2004)
- Nowhere (2002)
- La toma (cortometraje) (2000)
- Corazón iluminado (1998)
- El mundo contra mí (1996)
- Bésame mortalmente (1990)
- El profesor punk (1988)
- Los amores de Laurita (1986)
- Casi no nos dimos cuenta (1982)
- Desde el abismo (1980)
- El Fausto criollo (1979)

## Televisión
- El primero de nosotros (2022)
- El reino (2021)
- El Marginal (2018)
- El jardín de bronce (2017)
- Los siete locos y los lanzallamas (2015)
- La verdad (2015)
- El legado (2014)
- 23 pares (2012)
- Volver a nacer (2012)
- El elegido (2011)
- Todos contra Juan 2 (2010)
- Tratame bien (2009)
- Epitafios (2009)
- Los cuentos de Fontanarrosa (2007)
- Larga distancia (2006)
- Mujeres asesinas (2005-2006)
- Botines (2005)
- El deseo (2004)
- Resistiré (2003)
- Maridos a domicilio (2002)
- Cuatro amigas (2001)
- Culpables (2001)
- La nocturna (1998)
- De corazón (1997)
- Archivo Negro (1997)
- ¡Hola, papi! (1995)
- Los machos (1994)
- Vivo con un fantasma (1993)
- Passion (1991-1992)
- Chiquilina mía (1991)
- El juego de los matrimonios (1989)
- La cuñada (1987)
- Bárbara Narváez (1985)
- Señora Ordóñez (1984)
- Amar... al salvaje (1983)
- El Rafa (1980-1982)
- Romeo y Julieta (1981)

## Teatro
- Roberto Zucco - como director.
- La lección de anatomía.
- Traición.
- Camille.
- Doce hombres en pugna.
- Pareja abierta.
- Tributo.
- El misántropo.
- Hamelin.
- Paisaje después de la batalla.
- Medea.
- Largo viaje de un día hacia la noche.
- Las tres hermanas.
- Una pasión sudamericana.
- Vuelo a Capistrano.
- Un día muy particular.
- Porteños.
- El león en invierno.
- Idénticos.
- Jugadores.
- Modestamente Fanego.

En 2016, participó en «Idénticos», el movimiento teatral de actores, dramaturgos, directores, coreógrafos, técnicos y productores que desde hace 16 años lleva a escena piezas teatrales que tienen por misión hacer propia la búsqueda de las Abuelas de la Plaza de Mayo, quienes desde hace más de tres décadas siguen el rastro de cuatrocientos jóvenes que aún tienen su identidad cambiada.

## Premios y reconocimientos
- Premio ACE 1995: Mejor director por Roberto Zucco.[5]
- Premio Martín Fierro 2003: Mejor actor de reparto de Novela por Resistiré.[6]
- Premio Podestá 2005: Trayectoria honorable.[5]
- Premio Cóndor de Plata 2004: Mejor actor de reparto por Luna de Avellaneda.[5]
- Premio Konex 2011 - Diploma al Mérito: Actor de Teatro.[7]
- Premio Cóndor de Plata 2013: Mejor actor de reparto por Todos tenemos un plan.[8]
- Premio ACE 2013: Mejor actor dramático por El león en invierno.[6]
- Premio Cóndor de Plata 2019: Mejor actor de reparto por El Ángel.[9]
- Premio Konex 2021 - Diploma al Mérito: Actor de Cine.[7]
- Ciudadano ilustre de la Ciudad Autónoma de Buenos Aires en el ámbito de la Cultura 2023, declaración otorgada por la Legislatura porteña.[4]
- Premio Martín Fierro 2022: Mejor actor de reparto por El primero de nosotros